# Gil Vicente FC
Gil Vicente är en sportklubb i Barcelos i Portugal. Klubben bildades 1924 och spelar i Primeira Liga säsongen 2019/2020.

## Stadion
Gil Vicente spelar sina hemmamatcher på Estádio Cidade de Barcelos. Arenan invigdes 2004 och har idag en publikkapacitet på 12 374.

## Placering tidigare säsonger
| Säsong    | Nivå | Liga                   | Placering | Referens | Notering                               |
| --------- | ---- | ---------------------- | --------- | -------- | -------------------------------------- |
| 2010/2011 | 2    | Liga de Honra          | 1         | [ 2 ]    | Uppflyttad till Primeira Liga          |
| 2011/2012 | 1    | Primeira Liga          | 9         | [ 3 ]    |                                        |
| 2012/2013 | 1    | Primeira Liga          | 13        | [ 4 ]    |                                        |
| 2013/2014 | 1    | Primeira Liga          | 13        | [ 5 ]    |                                        |
| 2014/2015 | 1    | Primeira Liga          | 17        | [ 6 ]    | Nedflyttad till LigaPro                |
| 2015/2016 | 2    | LigaPro                | 11        | [ 7 ]    |                                        |
| 2016/2017 | 2    | LigaPro                | 13        | [ 8 ]    |                                        |
| 2017/2018 | 2    | LigaPro                | 19        | [ 9 ]    | Nedflyttad till Campeonato de Portugal |
| 2018/2019 | 3    | Campeonato de Portugal | ¿         | [ 9 ]    | Uppflyttad till Primeira Liga          |
| 2019/2020 | 1    | Primeira Liga          | 10        | [ 10 ]   |                                        |
| 2020/2021 | 1    | Primeira Liga          | 11        | [ 11 ]   |                                        |
| 2021/2022 | 1    | Primeira Liga          | 5         | [ 12 ]   |                                        |
| 2022/2023 | 1    | Primeira Liga          | 13        | [ 13 ]   |                                        |